# Botanik

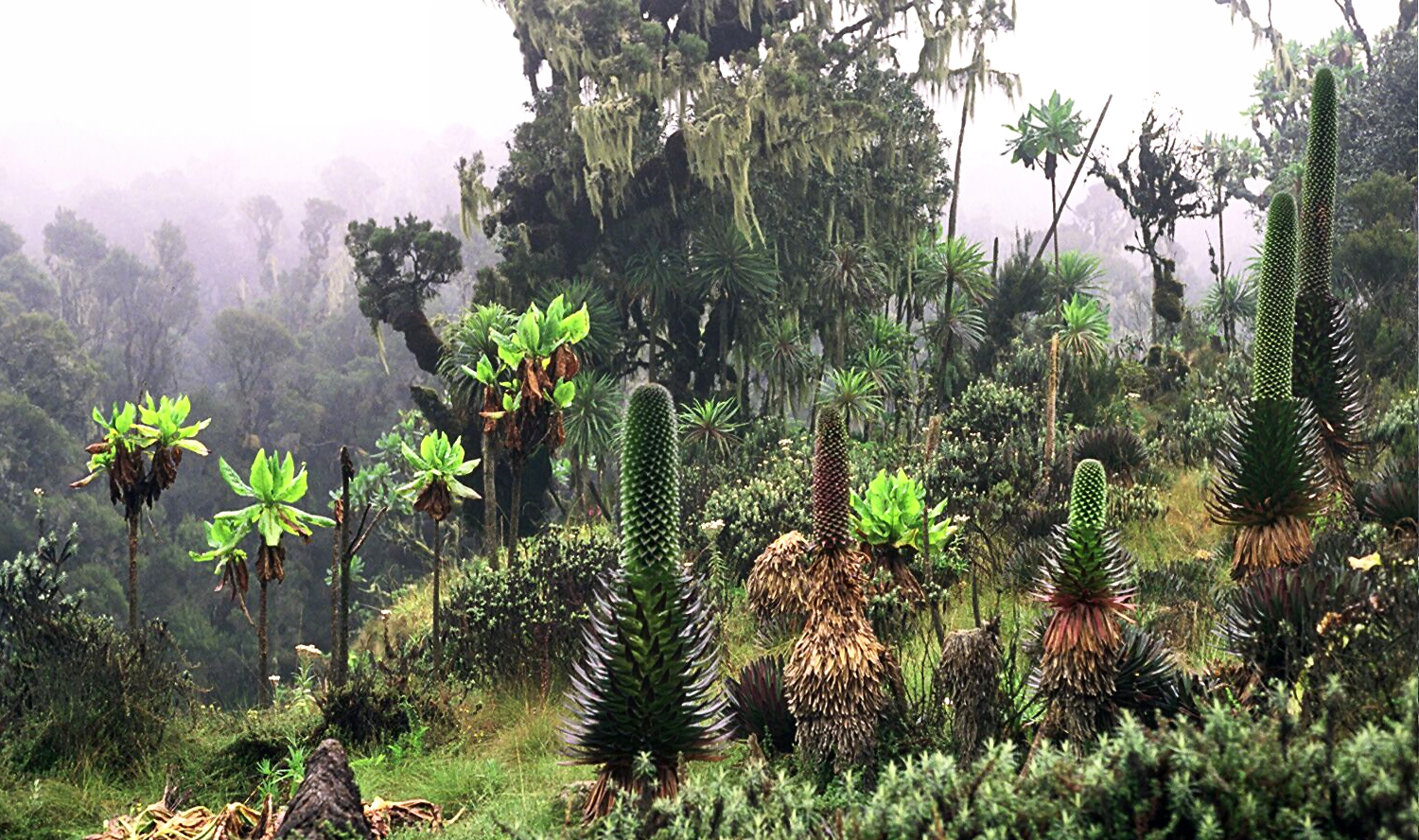
Pflanzengesellschaft im Ruwenzori-Gebirge

Die Botanik (altgriechisch βοτανική (ἐπιστήμη) botaniké [epistéme], von botáne ‚Weide-, Futterpflanze‘ [epistéme -Wissenschaft], auch Phytologie und Pflanzenkunde) erforscht die Pflanzen. Sie befasst sich mit dem Lebenszyklus, Stoffwechsel, Wachstum und Aufbau der Pflanzen; ferner mit ihren Inhaltsstoffen (etwa für die Heilkunde), ihrer Ökologie (siehe Biozönose) und ihrem wirtschaftlichen Nutzen (siehe Nutzpflanze) sowie ihrer Systematik.
In jüngerer Zeit wird die Botanik im akademischen Bereich in Anlehnung an den internationalen Sprachgebrauch („Plant Science“) vermehrt als Pflanzenwissenschaft bezeichnet. So wurde beispielsweise das führende universitäre Lehrbuch der Botanik, das auf Eduard Strasburger zurückgeht, ab der 37. Auflage (2014) in Lehrbuch der Pflanzenwissenschaften umbenannt, und auch einige Botanik-Studiengänge werden im deutschen Sprachraum heute als Studiengang der Pflanzenwissenschaft geführt.

## Geschichte
In ihren Ursprüngen geht die Botanik auf das medizinisch/heilkundliche Befassen mit Heilpflanzen zurück. Von ersten Ansätzen zu einer abstrakt-wissenschaftlichen Untersuchung und Systematisierung des Pflanzenreiches zeugen die Schriften von Theophrastos aus dem 3. und 2. Jahrhundert v. Chr.
Der Grieche Dioskurides beschrieb im 1. Jahrhundert zahlreiche Heilpflanzen. Seine genauen, in fünf Bücher (griechisch ὑλικά) aufgeteilten Pflanzenbeschreibungen wurden, insbesondere von arabischsprachigen Autoren, bis in die Neuzeit benutzt. Zuvor verfassten Diokles von Karystos (im 4. Jahrhundert v. Chr.) und Krateuas (im 1. Jahrhundert v. Chr.) vergleichbare Werke (Kräuterbücher). Im Gegensatz zu den eher (natur)philosophisch geprägten Betrachtungen etwa des Aristoteles stellte Dioskurides in seiner um das Jahr 60 entstandenen Materia medica den Nutzen und die genaue Beschreibung unter anderem der Pflanzen in den Vordergrund und ist mit einem etwa 512 verfassten Manuskript die erste noch erhaltene abendländische Abhandlung über Heilpflanzen.
Die moderne wissenschaftliche Botanik wurde im 16. Jahrhundert durch Konrad Gesner und Leonhard Fuchs begründet. Zu den herausragenden Botanikern des 17. und 18. Jahrhunderts gehörten etwa der Arzt Nehemiah Grew in England und Carl von Linné in Schweden sowie der Universalgelehrte Albrecht von Haller in der Schweiz.

## Abgrenzung
Zu den Pflanzen im engeren Sinne zählen neben den Gefäßpflanzen auch die Moose und Grünalgen. Früher wurden auch Pilze, Flechten und die Prokaryoten (Bakterien und Archaeen) als Pflanzen angesehen. Obwohl man heute erkennt, dass diese (ebenso wie alle Algen außer den Grünalgen) phylogenetisch nicht näher mit den Pflanzen verwandt sind, werden Algengruppen wie Rotalgen, Braunalgen, Kieselalgen sowie Pilze und Flechten weiter in der Botanik behandelt.
Prokaryoten (einschließlich der darin enthaltenen Cyanobakterien, früher als Blaualgen bezeichnet), sind – zusammen mit anderen Mikroorganismen – seit längerem Objekte einer eigenen Disziplin, der Mikrobiologie.

## Fachgebiete

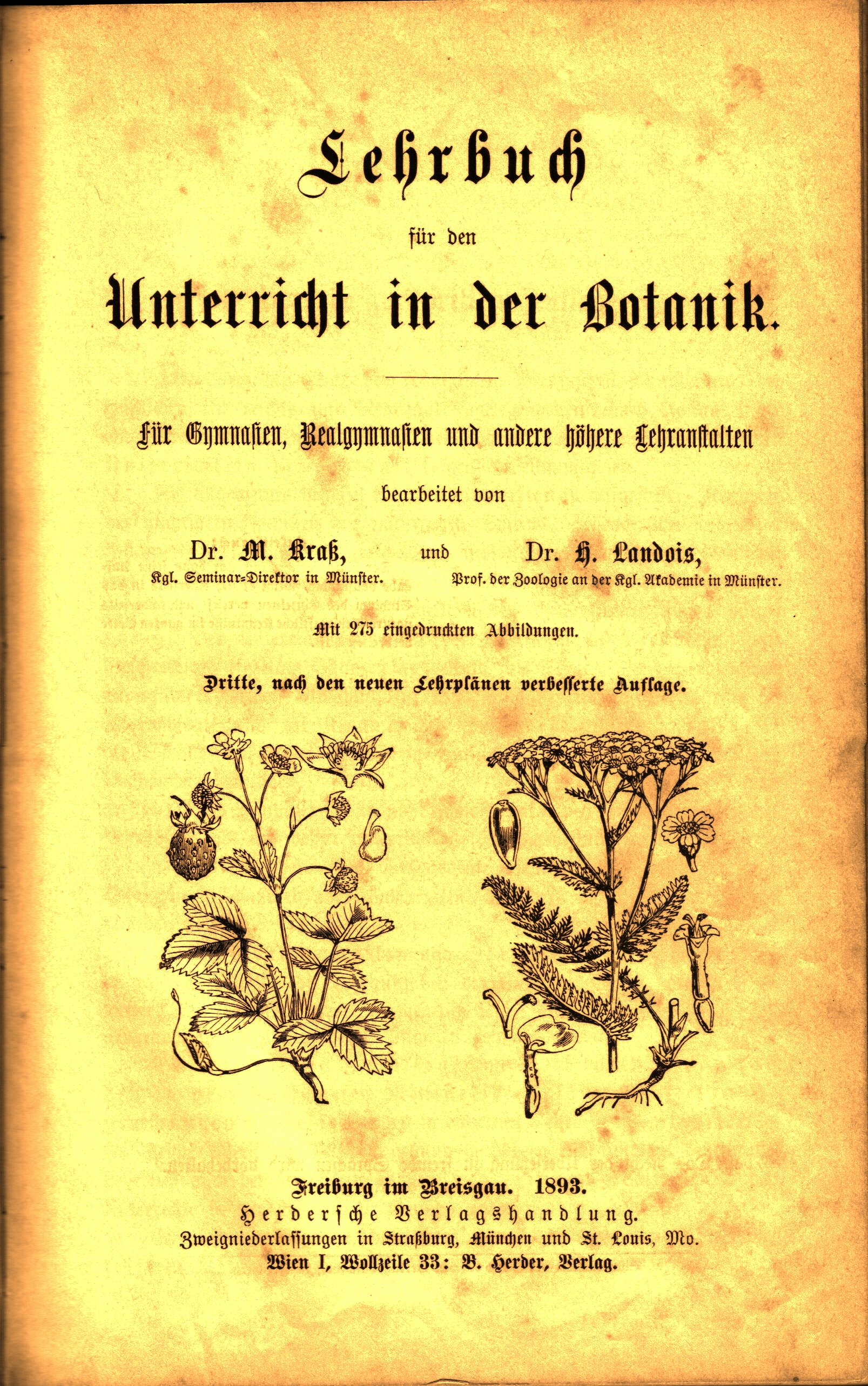
Lehrbuch für den Unterricht in der Botanik (1893)

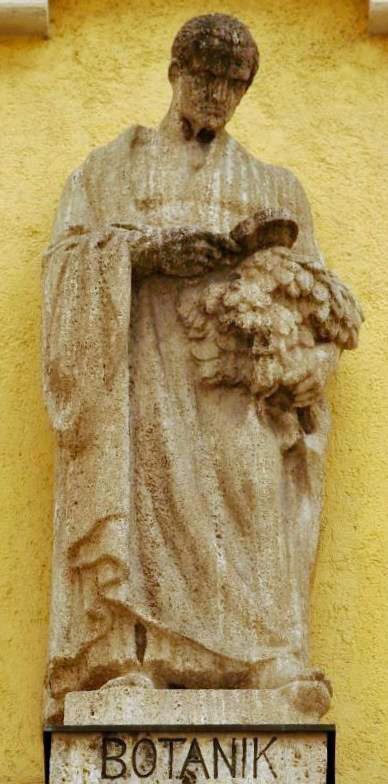
Allegorie der Botanik am Oskar-von-Miller-Gymnasium in München

### Kerngebiete
Aufgrund der unterschiedlichen Fragestellungen und Methoden haben sich im Kern folgende Teilgebiete der Botanik entwickelt:
- Pflanzenmorphologie – Erforschung der Struktur und Form der Pflanzen mit den Teilgebieten
  - Morphologie im engeren Sinne – äußerer Bau der Pflanzen
  - Anatomie – innerer Bau der Pflanzen
  - Histologie – Gewebelehre
  - Zytologie – Feinbau der Zelle

- Pflanzenphysiologie – Erforschung der allgemeinen Funktionsabläufe der Pflanzen mit den Teilgebieten
  - Stoffwechselphysiologie
  - Reiz- und Bewegungsphysiologie
  - Entwicklungsphysiologie
  - Ökophysiologie der Pflanzen – beschäftigt sich mit Anpassungen der Pflanzenphysiologie aus ökologischer Sicht

- Pflanzensystematik – Beschreibung und Ordnung der Pflanzenwelt mit den Teilgebieten
  - Taxonomie
  - Paläobotanik

- Geobotanik – Erforschung der Pflanzen unter Konkurrenzbedingungen sowie deren Abhängigkeit vom Standort. Teilgebiete sind:
  - Vegetationskunde (synonym sind Pflanzensoziologie, Phytocoenologie) – befasst sich mit Aufbau und Struktur der Pflanzendecke
  - Arealkunde oder Chorologie – untersucht die Verbreitung der Pflanzensippen
  - historisch-genetische Geobotanik – erforscht die Verbreitung der Pflanzensippe in der Vergangenheit
  - Pflanzenökologie – untersucht die Beziehungen der Pflanzen und Pflanzengemeinschaften zu ihrer Umwelt
- Feldbotanik – Sammeln von Arten bei Exkursionen und Anlegen von Vergleichssammlungen zur Bestimmung der Flora in einem Gebiet
- Angewandte Botanik / Angewandte Pflanzenwissenschaft – Erforschung der Anwendungsmöglichkeiten pflanzenwissenschaftlicher Grundlagenerkenntnisse für menschliche Lebensbereiche:
  - Nutzung von Pflanzen in Land- und Forstwirtschaft, Gartenbau, Arzneipflanzenbau und Landschaftsarchitektur[12][13],
  - pflanzliche Lebensmittelverarbeitung und Lebensmittelsicherheit[14],
  - Einsatz von Pflanzen in Umweltschutz und Biomonitoring[15],
  - Pflanzenbiotechnologie[16][17],
  - Medizinische Botanik als Erforschung der Anwendung von Pflanzenwirkstoffen in der Human- und Veterinärmedizin.[18][19]

Vielfach gibt es auch die Einteilung in Allgemeine Botanik und Spezielle Botanik, wobei sich die Allgemeine Botanik mit den pflanzenbiologischen Grundlagen befasst, die sich über das Pflanzenreich erstrecken, während die Spezielle Botanik vertiefendes Wissen über die Biologie ausgewählter Sippen der pflanzlichen Systematik vermittelt.

### Spezialgebiete und angrenzende Disziplinen
- Algologie (Phykologie)
- Archäobotanik
- Biochemie
- Biophysik
- Cecidologie
- Dendrologie
- Ethnobotanik
- Forstbotanik
- Genetik
- Gentechnik (Gentechnologie)
- Geobotanik (Phytogeographie)
- Heilpflanzenkunde (Phytopharmakognosie)
- Holzbiologie
- Karpologie
- Lichenologie
- Mykologie
- Pflanzenzüchtung
- Phytomedizin
- Renaturierungsökologie